# Windows RT
Windows RT (ранее известная как Midori OS и Windows 8 ARM) — редакция операционной системы Windows 8 компании Microsoft для планшетных и других компьютеров на базе ARM-процессоров.
Windows RT не совместима с Windows-приложениями, созданными для процессоров c x86-64/x86-32 (Intel, AMD). Планшетные компьютеры с предустановленной Windows RT выпускает Microsoft. Также планшетные компьютеры с Windows RT имеются в модельных рядах ASUS, Dell, Samsung и Nokia.
После выхода Windows 10 компания Microsoft относит Windows RT 8.1 к «предыдущим версиям» по отношению к Windows 10. Основная поддержка была прекращена 9 января 2018 года. Поддержка ОС на сегодняшний день, расширенная, действовала до 10 января 2023 года.

## Программы для Windows RT
При написании программ для Windows RT и её обновлённой версии Windows 8.1 RT используют те же языки программирования высокого уровня, что и для Windows 8, опирающиеся на новую архитектурную модель программирования, на уровне ядра ОС содержащие API для поддержки сенсорных экранов, а также интерфейс Windows Runtime, обеспечивающий, в том числе, и реализацию стиля Метро. Основной инструментальной системой является Visual Studio, работающая под Windows 8.

Основным источником программ является интернет-магазин компании Windows Store, содержащий десятки тысяч прикладных программ, большинство из которых доступно бесплатно. Также для Windows RT доступны основные программы и пакеты. Прежде всего, о наиболее популярных: Microsoft Office 2013 (Word, Excel, Outlook, OneNote, Powerpoint), Adobe Photoshop, Abbyy Finereader и ряде других.

Обеспечивается чтение электронных книг в форматах PDF, DjVu, ePub и  fb2.

На конец 2013 года только игр различного класса было зарегистрировано более 13 тысяч, программ в разделах «Музыка и видео», «Книги и справочники» — более 10 тысяч в каждом, в разделе «Развлечения» — более 7 тысяч, «Спорт» — более 3 тысяч, «Новости и погода», «Производительность», «Отдых» — более 2 тысяч, более тысячи — в разделах «Социальные сети», «Здоровье и фитнес», «Еда и питание», «Фотографии» и целом ряде других разделов. Кроме того, следует заметить, что часть программ и прочих приложений имеет указание о том, что они неспособны работать на процессорах ARM.
Однако по количеству доступных приложений Windows RT значительно уступает системам Android, iOS, ARM-версиям Linux и FreeBSD.

## Windows RT 8.1
Windows RT 8.1 — операционная система семейства Windows, оптимизированная для тонких и легких компьютеров с увеличенным временем работы от батареи. В Windows RT 8.1 работают только встроенные приложения и приложения, скачанные из «Магазина Windows». Клиентский компонент «Центра обновления Windows» автоматически обновляет ПО на компьютере, а «Защитник Windows» оберегает компьютер от вирусов и др. вредоносных программ.
Действует бесплатное обновление до Windows RT 8.1 из «Магазина Windows». Windows RT 8.1 можно установить только на компьютеры или планшеты, уже работающие под управлением Windows RT.

## Поддержка мультимедийных форматов Windows 8.1 RT
Поддерживаются видеоформаты в контейнерах AVI, MP4, WMV, MKV, FLV, содержащих видеопотоки H.264 (AVC), XVid/DivX-клонов с разрешением кадра вплоть до FullHD (1080 пикселов по вертикали).
Поддерживаются следующие аудиоформаты: WMA, MP3, AAC, AC-3.

## Устойчивость к вредоносным программам
Система Windows RT содержит:
- бесплатное фирменное антивирусное программное обеспечение,
- средства контроля учётных записей,
- брандмауэр и другие средства безопасности.

Из-за несовместимости по системе команд ARM- и x86-процессоров (Intel и AMD), отсекается довольно большая группа вредоносного программного обеспечения, рассчитанного на системы Windows и DOS с системой машинных команд архитектур x86/x86_64 (в том числе для Windows XP, Windows 7, x86-версии Windows 8/8.1, Windows 10 и других).